# پیر گینت (گریگ)
پیر گینت یا پیر گونت (به نروژی: Peer Gynt) اُپوس ۲۳، موسیقی صحنه ساخت آهنگ‌ساز نروژی، ادوارد گریگ به سال ۱۸۷۵ میلادی، برای نمایش‌نامهٔ پیر گینت (۱۸۶۷) نوشتهٔ هنریک ایبسن است. نخستین اجرای آن همراه با نمایش‌نامه، در ۲۴ فوریهٔ ۱۸۷۶ در کریستیانیا (اکنون اسلو) انجام گرفت.
گریگ بعدها در ۱۸۸۸ و ۱۸۹۱، هشت موومان را از این کار بیرون کشید و دو سوییت چهارموومانه پدید آورد که عبارتند از: سوییت شمارهٔ ۱، اپوس ۴۶، و سوییت شمارهٔ ۲، اپوس ۵۵. برخی از این موومان‌ها به‌کرّات در فرهنگ عامه استفاده شده‌اند.

## سازها
این کار در اصل برای یک فلوت پیکولو، دو فلوت، دو ابوا، دو کلارینت، دو فاگوت، چهار کر، دو ترومپت، سه ترومبون، یک توبا، تیمپانی، سنج، طبل بزرگ، مثلث، چنگ، و ارکستر زهی تصنیف شده‌است.

## موومان‌ها

### سوییت شمارهٔ ۱، اپوس ۴۶
1. حالت صبحگاهی (در می مینور)
2. مرگ آس (در سی مینور)
3. رقص آنیترا (در لا مینور)
4. در قصر پادشاه کوهستان (در سی مینور)

### سوییت شمارهٔ ۲، اپوس ۵۵
1. ربودن عروس. ناله و زاری اینگرید (در سل مینور)
2. رقص عربی (در دو ماژور)
3. بازگشت پیر گینت به خانه (در فا دیز مینور)
4. ترانهٔ سولویگ (در لا مینور)